# チェッカーズSONG FOR U.S.A.
『チェッカーズSONG FOR U.S.A.』（チェッカーズソング・フォー・ユー・エス・エー）は、1986年7月26日に公開されたチェッカーズ2作目の主演の日本映画。脚本は中岡京平、白井更生、監督は斎藤光正、撮影は野口幸三郎。
前作『CHECKERS IN TAN TAN たぬき』と同じくチェッカーズのメンバーがチェッカーズとして実名で出演する青春映画。安全地帯のボーカル・玉置浩二の初出演映画『プルシアンブルーの肖像』と同時上映だった。
映画のオープニングには『チェッカーズ in Song for U.S.A.』と表示されている。
テレビ初放送は1987年8月7日放送の『金曜ロードショー』（日本テレビ）。

## ストーリー
チェッカーズの主演映画第2弾の完成披露パーティーでフミヤが解散宣言をする。冗談のつもりだったが大騒動となりチェッカーズはファンとマスコミに追われる羽目に。事務所にカンヅメにされた彼らはフリーライターの涼子の機転で脱出に成功。彼らは年に一度の二週間の休暇を取ることに。メンバーそれぞれが様々な方法で休暇を過ごす中、フミヤは夜の公園でカリィという黒人少女と出会う。彼女はライブハウスでサックスを吹く父・マイルスと暮らしているという。フミヤはマイルスの吹くサックスのメロディに心をゆさぶられたが、その曲はマイルス自身が作ったもので未完成だった。マイルスがあることを理由に祖国を捨てたことが涼子の調べで明らかになり、それを記事にするという彼女をフミヤは怖がる。フミヤはそんなマイルスの曲を完成させる為、一人曲作りに励み、遂に「SONG FOR U.S.A.」という曲を完成させた。完成の知らせを聞いたタカモクと共に、フミヤはマイルスのもとに向かうも、マイルスは交通事故で他界してしまう。マネージャーの反対を押しきり、カリィを連れてニューヨークへ出発するフミヤ。マイルスの葬儀が行なわれるなか、他のチェッカーズのメンバーも合流。カリィの母親が現われマイルスの為に熱唱。チェッカーズも「SONG FOR U.S.A.」を歌うのだった。

## キャスト
チェッカーズ
演 - チェッカーズ、藤井郁弥（フミヤ）、武内享（トオル）、高杢禎彦（タカモク）、大土井裕二（ユウジ）、鶴久政治（マサハル）、徳永善也（クロベエ）、藤井尚之（ナオユキ）
永瀬涼子
演 - 浅野温子
寺西文雄
演 - 秋野太作
矢野編集長
演 - 蜷川幸雄
カリィ・マイルス
演 - カリィ・ルイス
PJ・マイルス
演 - ルーサー・コビントン
医師
演 - 下元勉
映画監督
演 - 大和屋竺

## スタッフ
- 製作 : スリースタープロ
- 監督 : 斎藤光正
- 脚本 : 中岡京平、白井更生
- 撮影 : 野口幸三郎
- 照明 : 大西美津男
- スチール : 岩井猛、JAI MANIS
- 録音 : 橋本泰夫
- 美術 : 徳田博
- 編集 : 井上治
- 音楽監督 : 芹澤廣明
- 助監督 : 猪崎宣昭
- 企画 : 佐々木太郎
- プロデューサー : 波多腰晋二、松村あゆみ、松岡明、佐藤丈、室岡信明
- コーディネーター : 小見山将昭
- 製作者 : 小嶋正義
- 制作協力 : ユニオン映画
- 製作提携 : 日本テレビ放送網

## 関連作品
サウンドトラック盤
- SONG FOR U.S.A.オリジナル・ソング・アルバム（LPレコード）（1986年7月21日、キャニオンレコード C28A0502）